# El Pulguero
El Pulguero är en ort i Mexiko.   Den ligger i kommunen Candelaria och delstaten Campeche, i den sydöstra delen av landet, 900 km öster om huvudstaden Mexico City. El Pulguero ligger 54 meter över havet och antalet invånare är 129.
Terrängen runt El Pulguero är platt. Runt El Pulguero är det glesbefolkat, med 11 invånare per kvadratkilometer. Närmaste större samhälle är Nuevo Comalcalco, 9,4 km sydost om El Pulguero. I omgivningarna runt El Pulguero växer i huvudsak städsegrön lövskog.